# Tangara à calotte noire
Kleinothraupis atropileus
Espèce
Répartition géographique
Statut de conservation UICN

 LC  : Préoccupation mineure
Le Tangara à calotte noire (Kleinothraupis atropileus) est une espèce de passereaux appartenant à la famille des Thraupidae.

## Répartition
On le trouve dans les Andes en Colombie, Équateur et Venezuela.

## Habitat
Il vit dans les forêts humides subtropicales ou tropicales de montagne.